# Iglesia de Nuestra Señora de las Cadenas
La Iglesia de Nuestra Señora de las Cadenas (en portugués: Nossa Senhora da Corrente) es un edificación de culto católico en la ciudad brasileña de Penedo, Alagoas.
Catalogada como patrimonial por el Instituto do Patrimonio Histórico e Artístico Nacional, posee detalles arquitectónicos del barroco, rococó y neoclásicos, decorada con azulejos portugueses imperiales y piso de cerámica inglesa.

## Denominación
El origen del nombre del templo se explica por varios orígenes, asociados al imaginario popular. La primera está asociada al apellido de una de sus benefactoras, Ana Felícia da Corrente, y de la patrona de la iglesia, Nossa Senhora, además de la proximidad a una corriente fluvial. Otros creen que el nombre se lo dio el portugués José Gonçalo García Reis, quien, logrando liberarse de una prisión en su tierra natal, huyó a Brasil y llegó a Penedo aún con un trozo de las cadenas. La denominación "Nuestra Señora de las Cadenas", es desconocida en el calendario litúrgico de la iglesia católica.

## Historia
A mediados de 1720, en honor a la Virgen María, los vecinos de la margen izquierda del río São Francisco construyeron una pequeña capilla en el terreno donde se construyó la actual Iglesia. El objetivo de la mayoría de los devotos era realizar sus oraciones en busca de protección de las furiosas corrientes del curso del río Velho Chico, sin embargo, con el paso de los años llegó a desmoronarse. La actual iglesia fue construida por la familia Lemos, iniciándose su construcción en 1764 por el capitán general José Gonçalo García Reis y terminada hacia 1790 por el capitán André de Lemos Ribeiro.
Durante el movimiento abolicionista, la iglesia fue utilizada como lugar de refugio de los esclavos que huían de las haciendas. Gracias a la existencia de un pasaje secreto en el lado derecho del altar mayor (dejado para quienes ingresan a la Iglesia), los negros permanecían allí por un corto período (de tres a cuatro días) esperando el momento exacto para escapar, esto es, hasta que recibían una carta de manumisión falsificada y, así poder huir rumbo al quilombo de los Palmares, en la sierra de la Barriga, actual municipio de União dos Palmares.

## Detalles arquitectónicos

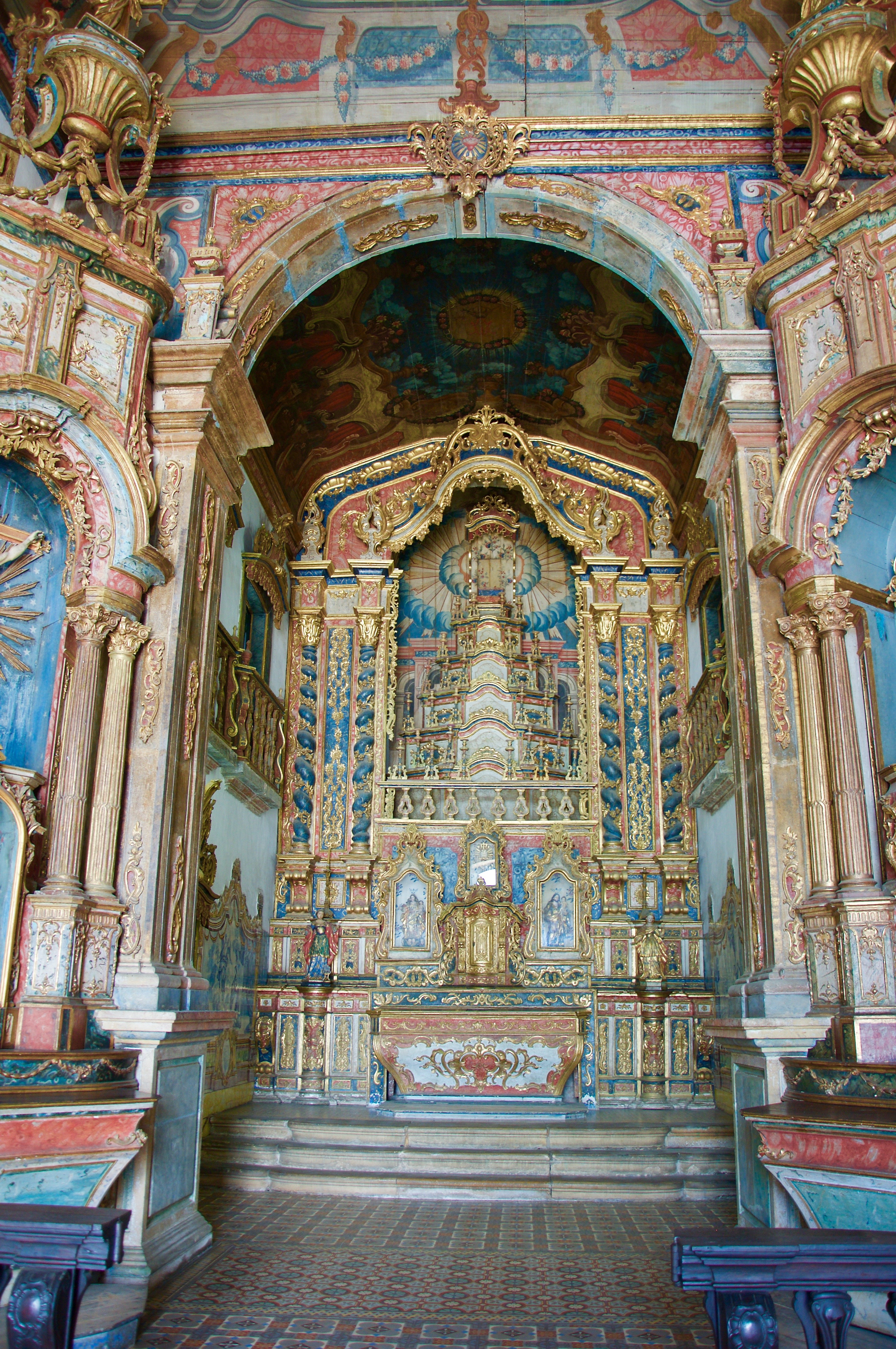
Altar mayor

La iglesia tiene como elementos decorativos desmontables el altar mayor, arco de crucería, cenefas y púlpitos. La concha tiene una preciosa sinuosidad, colocada sobre un fondo jaspeado con detalles en rojo y dorado, realzada por el fondo blanco y los haces de luz que llegan desde la fachada.
Pequeñas estatuas de estilo navideño portugués también son elementos graciosos del conjunto.
Germain Bazin resalta que la decoración de la iglesia es "un conjunto admirable", lo que hace del templo, "casi desconocido", como "uno de los más bellos de Brasil".